# ピルビン酸オキシダーゼ (CoA-アセチル化)
ピルビン酸オキシダーゼ (CoA-アセチル化)（pyruvate oxidase (CoA-acetylating)）は、ピルビン酸代謝酵素の一つで、次の化学反応を触媒する酸化還元酵素である。
ピルビン酸 + CoA + O2 {\displaystyle \rightleftharpoons } アセチルCoA + CO2 + H2O2
反応式の通り、この酵素の基質はピルビン酸と補酵素Aと酸素、生成物はアセチルCoAと二酸化炭素と過酸化水素である。補因子としてFADを用いる。
組織名はpyruvate:oxygen 2-oxidoreductase (CoA-acetylating)である。